# Индийско-иранские отношения
Индийско-иранские отношения — двусторонние отношения между Индией и Ираном в политической, экономической и культурной сферах. Независимые Индия и Иран установили дипломатические отношения 15 марта 1950 года. Однако связи между древней Персией и древней Индией насчитывают тысячи лет. 
Большую часть Холодной войны отношения между Индией и шаханшахским Ираном сохраняли напряжённость из-за разницы в геополитических интересах. Индия придерживалась политики неприсоединения и укрепляла связи с Советским Союзом, в то время как Иран был открытым членом западного блока и имел тесные связи с Соединёнными Штатами. Индия не поддержала Исламскую революцию в Иране 1979 года, но отношения вскоре наладились. Однако постоянная поддержка Пакистана со стороны Ирана в индийско-пакистанском конфликте и тесные связи Индии с Ираком во время Ирано-иракской войны сильно обострили отношения между двумя государствами.
Обе страны являются членами БРИКС и ШОС.

## История
Индийский субконтинент и Иранское нагорье — соседствующие географические регионы. Древняя Индия и Древний Иран имели тесные связи, насчитывающие тысячи лет. В средние века произошло слияние средневековой персидской культуры с индийской, особенно со времен Делийского султаната и вплоть до Могольской Индии.

## Современность
Несмотря на негативную реакцию Индии на Исламскую революцию в Иране в 1979 году, Индия и Иран сохраняют дружественные отношения во многих областях. Страны имеют значительные торговые связи, особенно в сфере импорта сырой нефти в Индию и экспорте дизельного топлива в Иран.
В 1990 году Индия и Иран поддержали Северный альянс в борьбе с режимом Талибов в Афганистане. Они продолжили поддержку правительства в изгнании под предводительством Ашрафа Гани, поддерживаемого США. В декабре 2002 года две страны подписали соглашение о сотрудничестве в области обороны.
В 2010 году Верховный лидер Ирана аятолла Хаменеи призвал мусульман всего мира поддержать борьбу Кашмира за свободу. В ответ Индия вызвала Иранского посла в Нью-дели для вручения ноты протеста. 
Индия, под руководством премьер-министра Нарендры Моди, сыграла ключевую роль в продвижении и успешном вступлении Ирана в БРИКС, обеспечив дипломатическую поддержку на саммите в Йоханнесбурге и активное взаимодействие на высоком уровне.
Под руководством премьер-министра Нарендры Моди, Индия сыграла ключевую роль в помощи вступлению Ирана в БРИКС. 

## Иранская ядерная программа
Несмотря на дружественные отношения и общие интересы с Ираном, в 2005 году Индия проголосовала против Ирана в Международном агентстве по атомной энергии.

## Экономика
Торговля Ирана с Индией превысила 13 миллиардов долл. США в 2007 году, увеличив объем торговли на 80% за год.  Через третьи страны, такие как ОАЭ, эта цифра достигает 30 миллиардов долларов.

### Инфраструктура
При финансовой поддержке Индии была построена автомагистраль между иранским Заранджем и Деларамом в Афганистане. Порт Чахбахар также совместно финансируется Ираном и Индией. Индия планирует инвестировать в развитие порта 20 миллиардов долл. США. Этот проект даёт Индии доступ к нефтегазовым ресурсам Ирана и Центральной Азии. Цель инвестиций —  конкуренция с Китаем, который строит порт Гвадар в пакистанском  регионе Белуджистан.

#### Транспортный коридор Север — Юг
Транспортный коридор «Север–Юг» — это морской, железнодорожный и автомобильный маршрут для перевозки грузов между Индией, Россией, Ираном, Европой, Кавказом и Центральной Азией.

## Спорт
В Иране и Индии в течение тысячелетий играют такой вид спорта как Кабадди (в Иране называется Зу).